# Hansebahn Bremen
Die Hansebahn Bremen GmbH (HBB) ist ein Eisenbahnverkehrs- und -infrastrukturunternehmen mit Sitz in Bremen. Sie gehört zu 51 % zur Captrain Deutschland und zu 49 % zur ArcelorMittal Bremen (AMB).
Die Gründung der HBB erfolgte zum 4. Mai 2010 auf Basis des damaligen Eisenbahnbetriebes der AMB, die bis dahin den Eisenbahnbetrieb im Stahlwerk Bremen selbst geführt hat. Von AMB ist die HBB bis zum Jahr 2025 mit der Aufrechterhaltung des Eisenbahnbetriebes beauftragt worden. Lokomotiven und Wagen wurden mit Ausnahme der Torpedo- und Schlackepfannenwagen in die neue Gesellschaft eingebracht. Die Gleisinfrastruktur befindet sich weiterhin im Eigentum von AMB, ebenso die Torpedo- und Schlackepfannenwagen.
Die HBB befördert auf ihren 100 Gleiskilometern hauptsächlich Rohstoffe, Brammen, Halbzeuge und Coils für alle Anlagenteile der gesamten Hütte in Bremen.
Die Unterhaltung der Fahrzeuge (Wagen und Loks) und der Infrastruktur (Gleise, Signale etc.) ist Aufgabe der HBB. Hierfür werden eine eigene Lokomotivwerkstatt, eine Instandhaltungsstelle für Güterwagen sowie ein Gleisbaubetrieb vorgehalten. Die HBB beschäftigt aktuell 176 Mitarbeiter (Stand 31. März 2015).

## Die Gleisanlage
Zu der werksinternen Gleisanlage gehören insgesamt die drei Stellwerke Nordbahnhof, Mitte und West. Die Stellwerke Mitte und West sind heute unbesetzt. Die Steuerung erfolgt digital vom Stellwerk Nord aus. Nord selbst ist als Drucktastenstellwerk ausgeführt und beinhaltet im westlichen Bereich die teils nur einseitig abgeschlossene Ordnungsgruppe, die mit einem Ablaufberg und einer Gleiswaage ausgestattet ist. Zum Nordbahnhof gehört auch die östlich gelegene Übergabegruppe mit dem Anschluss an die DB InfraGO AG. Die Anschlussweiche wird über die Hafenbahn Bremen angesteuert. An Wochenenden ist die Hafenbahn unbesetzt – dann erfolgt die Durchschaltung der Blöcke bis zur DB-Strecke in Bremen-Oslebshausen, so dass ein- und ausgehende Züge direkt vom Nordbahnhof an die DB übergeben werden können. Die Übergabegruppe und die Verbindung über die Hafenbahn zur DB sind elektrifiziert.
Das gesamte Gleisnetz innerhalb des Werkes war in Spitzenzeiten etwa 130 km lang; heute sind es noch knapp unter 100 km mit 269 Weichen (Stand: 31. März 2015).

## Der Gleisbau
Der Bereich Gleisbau umfasst Instandhaltungsarbeiten und Neuverlegungen im gesamten Gleisnetz von AMB. Alle Arbeiten werden nach Möglichkeit in eigener Regie durchgeführt, entsprechende Arbeitsgeräte sind vorhanden. Grundlegende Gleisbauarbeiten finden während der Stillstandzeiten der Hochöfen statt. Mit größeren Gleisbaumaßnahmen werden auch externe Gleisbaufirmen beauftragt.
Ziel ist es, alle genutzten Gleise mit dem Profil UIC 54 ausgestattet zu haben. Auf der Ringstrecke sowie im Hochofen- und Stahlwerksbereich ist UIC 60 verbaut. Hier herrschen besondere Beanspruchungen, insbesondere zwischen den beiden Hochöfen und dem LD-Stahlwerk (ca. 2,4 km Strecke). Die U-förmige Streckenführung und Achslasten um 60 t führen dazu, dass die Außenschienen in Kurvenbereichen alle 18 Monate ausgetauscht werden müssen. Die Beanspruchung erfolgt nicht nur durch Reibung (Abrieb), sondern auch durch Querkräfte, die sich auf die Befestigung der Schiene an der Schwelle auswirken, und die mit der Zeit sogar eine Verformung des Schienenprofils bewirken. Um das Verschieben und Kippen des Profils in den Griff zu bekommen, hat man eine spezielle Lochgitter-Unterlegplatte selbst entwickelt, die die Außenschiene auf der Innenseite mit sechs Schrauben auf der Holzschwelle befestigt. Um einseitige Abnutzungen an den Fahrzeugen auszugleichen, werden diese im Bedarfsfalle über Gleisdreiecke gedreht.
Der Gleisbauhof wurde im Jahre 2014 auf einer bislang brachliegenden Fläche im Nordbahnhof (zwischen Übergabegruppe und Ordnungsgruppe) zusammengezogen und neu eingerichtet.
Der Gleiskraftwagen 100 ist außer Betrieb und steht auf einem isolierten Gleisstück im Nordbahnhof. Etwa 2000 wurden zwei solcher Fahrzeuge von der DB beschafft, wobei eines von vornherein als Ersatzteilspender gedient hat und schon bald verschrottet wurde.
Dem Gleisbau ist seit April 2015 die gerade hauptuntersuchte und neu in den Captrain-Farben lackierte Lok 1 zugeteilt. Zum Gleisbau gehörige Waggons sind ansonsten gelb lackiert.

## Der innerbetriebliche Eisenbahnverkehr
In Bremen werden zwei Hochöfen betrieben. Der Prozess im Hochofen läuft kontinuierlich ab, d. h. Schlacke und Roheisen müssen regelmäßig in bestimmten Zeitabständen abgestochen werden – genauso im Takt muss der Hochofen von oben nachgefüllt werden. Bei einem Hochofenabstich werden meist zwei Torpedowagen unmittelbar nacheinander gefüllt. Die Schlacke wird vornehmlich im Granulationsbecken zu Hüttensand verarbeitet.
Nur während Instandhaltungsmaßnahmen an der Granulationsanlage wird die Schlacke per Bahn auf die etwa 600 m von den Hochöfen entfernte Schlackenkippe gefahren. Die Schlackepfannenwagen bestehen vereinfacht betrachtet aus einer offenen Pfanne, die zur Entleerung gekippt werden kann. Ein Schlackepfannenwagen – AMB hält 31 Stück vor – wiegt leer ca. 35 t und beladen ca. 60 t.
Das Roheisen gelangt in flüssiger Form von den beiden Hochöfen per Torpedopfannenwagen über eine Streckenlänge von ca. 2,4 km zum LD-Stahlwerk, wo dieses zunächst entschwefelt und dann durch Zugabe von Zuschlagsstoffen, Schrott und Sauerstoff zu Stahl verarbeitet wird. Im Bereich Strangguss werden Brammen gegossen, die entweder per Quertransport im direkt benachbarten Warmwalzwerk weiterverarbeitet oder über die Eisenbahn mit Zwischenlagerung zur Weiterverarbeitung gebracht werden.
Es sind zwölf Torpedopfannenwagen vorhanden, davon vier Stück einer französischen Bauart, die sich vor allem durch eine abweichende Drehgestell-Konstruktion von den übrigen Fahrzeugen unterscheidet. Diese nicht zur HBB, sondern nach wie vor zu AMB gehörenden Fahrzeuge bringen leer ca. 550 t, und beladen ca. 1.000 t auf die Waage.
Auch an der Rohstoffzufuhr ist die HBB beteiligt. Zu nennen sind Kokstransporte zumeist vom Nordbahnhof und Kohletransporte vom Hüttenhafen auf den Möllerbunker neben der Hochofenanlage. Hier werden vorzugsweise Drehgestellloks eingesetzt, die mit bis zu zwölf Wagen starken Gruppen die steile Rampe auf die Bunkeranlage befahren. Weitere wesentliche Rohstoffe, die per Bahn hierher geschafft und in den Produktionsprozess eingebracht werden, sind Braunkohlenstaub, Kleinkoks, Kies, Bauxit, Eisen, Schlacke und Kalk.
Weiterhin ist die HBB am Versand der fertigen Coils beteiligt. Der Ausgang der Coils erfolgt etwa zu 50 % per Schiff, 30 % per Bahn, und zu 20 % über die Straße. Für den Schiffstransport bringt die HBB die Coils werksintern vom Bundlagerplatz zum Hüttenhafen – das ist eine Transportstrecke von mehr als 5 km.
Die gesamte Schrottlogistik wurde im Oktober 2012 auf Straßenfahrzeuge umgestellt. Für die HBB stellte dies einen deutlichen Einschnitt dar. Inzwischen laufen jedoch im Einzelwagenverkehr kleinere Schrottmengen wieder per Bahn zu.

## Der Hafenumschlag
Die Hafenumschlagsanlagen am Hüttenhafen werden von Rhenus Weserport betrieben (Terminal 1). Dieses Unternehmen ist ähnlich konfiguriert wie die HBB: 1994 gegründet, zu 51 % in der Hand der Rhenus AG & Co. KG und zu 49 % der ArcelorMittal Bremen GmbH gehörend.
Im Hüttenhafen werden in der Hauptsache Kohle und Koks vom Schiff umgeschlagen und teilweise zwischengelagert. In Kampagnen werden hier auch Brammen zur Walzung gelöscht. Außerdem findet die Verschiffung von Coils statt, die werksintern per Bahn herangeschafft und für den Seetransport vorbereitet werden. An der 650 m langen Kaje stehen vier Kräne mit einer Ladekapazität von bis zu 100 t bereit. Der Hafenbereich weist Gleise mit einer Gesamtlänge von 4,5 km auf. Es handelt sich hierbei um einen eigenen Gleisanschluss von Rhenus Weserport (Unteranschließer der HBB). Die gleisseitige Bedienung des Terminal 1 besorgt die HBB.

## Der Eisenbahnverkehr von/nach außerhalb
Die HBB ist über den Nordbahnhof und die Bremische Hafeneisenbahn an die öffentliche Infrastruktur der DB InfraGO angeschlossen. Über diese Verbindung wird beinahe der gesamte ein- und ausgehende Bahnverkehr abgewickelt. Dieser umfasst z. Zt. (Stand 2014):
- drei gemischte Züge täglich von Seelze (DB Cargo)
- zwei gemischte Züge täglich nach Seelze  und 1 gemischter Zug täglich nach Hagen (DB Cargo)
- zwei Koks-Ganzzugpaare täglich aus Bottrop, je ca. 2.000 t (Ein- und Ausgang) (Captrain)
- ein Kalk-Ganzzug täglich (i. d. R. nur Eingang) (DB Cargo)
- dazu weitere Programmverkehre

Das Tagesaufkommen besteht im Schnitt aus ca. 16 Zugbewegungen (Ein- und Ausgang zusammen), am Wochenende ist es etwas weniger. Die Verteilung und Vorsortierung erfolgt in der Aufstellgruppe des Nordbahnhofes (westlich des Stellwerkes Nordbahnhof), die Übergabe in der elektrifizierten Übergabegruppe (östlich des Stellwerkes).
Ein weiterer Anschluss besteht an die Bremische Hafeneisenbahn in der Hüttenstraße. Hier findet augenblicklich jedoch so gut wie kein Verkehr statt.
Die Lokomotiven der HBB haben bereits in der Vergangenheit gelegentlich das Werk verlassen. So wurden schon vor einigen Jahren Schrottzüge mit eigenen Wagen vom unteren Inlandsbahnhof der Bremischen Hafeneisenbahn ins Stahlwerk gefahren. Die Schrottwagen sind zuvor bei TSR Recycling beladen worden. Diese nur nach Bedarf und unregelmäßig stattfindenden Fahrten entfielen ab 2012 nach Umstellung der Schrottlogistik auf Straßenfahrzeuge.
Außerdem war eine HBB-Lok seit Anfang 2011 im Tanklager Farge im Einsatz, nachdem dort schon vor längerer Zeit die letzte eigene Rangierlok außer Dienst gestellt wurde. Am 6. Juni 2013 endeten diese Einsätze. Das Tanklager wurde zwischenzeitlich stillgelegt.
Die HBB hat Ende April 2014 die Lizenz als öffentliche Regionalbahn erhalten. Der bestehende Infrastrukturvertrag mit der Bremischen Hafeneisenbahn, der bis dahin nur Fahrten entlang der Hüttenstraße/Hafenrandstraße bis in den unteren Inlandsbahnhof zuließ, ist im Mai 2014 erweitert worden, so dass nun der gesamte Inlandsbahnhof (d. h. alle Gleise der Bremischen Hafeneisenbahn rechts der Weser zwischen der Überseestadt und Oslebshausen) befahren werden kann. Hierfür wurden sechs Loks technisch aufgerüstet, und zwar alle dreiachsigen MaK-Loks der dritten Generation.

## Die Lokomotiven
Zum Zeitpunkt der Gründung der HBB hat diese zunächst die 14 bei AMB vorhandenen Lokomotiven übernommen. Die damals außerdem noch vorhandene Lok 22 wurde als Ersatzteilspender übernommen und ist schließlich Anfang 2014 verschrottet worden.
Zwischenzeitlich hat sich der Lokomotivbestand vereinheitlicht, indem im Sommer 2013 drei MaK-Loks des Typs G761C von der Dortmunder Eisenbahn (731–733 => 31–33) übernommen wurden. In der Folge wurden die beiden Exoten 26 (O&K) und 29 (KrMa) verkauft und die Lok 21 steht aktuell (Stand: Juni 2015) zum Verkauf.
Ende 2013 wurde eine Kleinlok von Reiner Brach übernommen. Diese Maschine erhielt anschließend eine Hauptuntersuchung und ist seit April 2015 für den Bereich Gleisbau im Einsatz.
Der Lokomotiveinsatz erfolgt im Dreischichtbetrieb (6:00/14:00/22:00), wobei immer drei Loks fest dem Hochofenbereich und eine Lokomotive fest der Flämmerei zugeordnet sind. Weiter ist je eine Lok den Bereichen Möllerbunker, Hafen/Altwerk, Nordbahnhof und Kaltwalzwerk/Warmwalzwerk zugeordnet. Bei betrieblichen Einschränkungen in der Stahlproduktion kommen entsprechend weniger Loks zum Einsatz. Im flexiblen Einsatz kommt auf Anfrage eine Sonderlokomotive für das „Erzpendeln“ und für Schlacketransporte zum Einsatz. Dies ist dann erforderlich, wenn die Bandanlagen für die Erzförderung bzw. die Schlackengranulationsanlage gewartet werden.
Am Möllerbunker wird wegen der steilen Rampe, die auf den Bunker hinaufführt, meist eine Drehgestelllok eingesetzt. Diese schafft die Rohstoffe in Wagengruppen entweder aus dem Nordbahnhof oder dem Hüttenhafen heran. Eine Besonderheit stellen hierbei die Loks 108 und 109 dar, die im Gegensatz zur Standardausführung der Type G1203 herstellerseitig eine Auflastung auf 100 t erhalten haben und über ein speziell untersetztes Getriebe verfügen, das nur eine Höchstgeschwindigkeit von 33 km/h zulässt. Dadurch können diese Loks besonders hohe Zugkräfte zur Verfügung stellen.
Alle Lokomotiven verfügen über eine Funkfernsteuerung und automatische Rangierkupplung.
2015 wurde eine und 2018 zwei weitere Vossloh G 1206 von Northrail angemietet, 2018 ebenfalls eine Vossloh G 6. 
| Triebfahrzeuge der Hansebahn Bremen GmbH (Stand: Juni 2015) |            |           |         |           |                    |                                                                                                |                                                                  |
| Nr.                                                         | Hersteller | FabrikNr. | Baujahr | Typ       | im Bestand seit    | Herkunft                                                                                       | Bemerkung                                                        |
| 1                                                           | Gmeinder   | 5533      | 1977    | LG II     | 2013               | 12/2013 ex Reiner Brach, Bremen                                                                | 4/2015 Inbetriebnahme                                            |
| 11                                                          | MaK        | 700092    | 1988    | G 763 C   | 1988               | neu geliefert                                                                                  |                                                                  |
| 21                                                          | MaK        | 500043    | 1966    | G 700 C   | 1998               | 1998 ex Arbed, Esch-Belval [L] (36, 201)                                                       | Verkauft                                                         |
| 23                                                          | MaK        | 500070    | 1974    | G 500 C   | 1995               | 7/1995 ex Krupp, Rheinhausen (68)                                                              | Verkauft                                                         |
| 24                                                          | MaK        | 500060    | 1972    | G 500 C   | 1972               | neu geliefert                                                                                  | Seit 11/2021 außer Betrieb                                       |
| 25                                                          | MaK        | 500061    | 1972    | G 500 C   | 1972               | neu geliefert                                                                                  | Außer Betrieb                                                    |
| 27                                                          | MaK        | 700086    | 1985    | G 763 C   | 1985               | neu geliefert                                                                                  |                                                                  |
| 28                                                          | SFT        | 700113    | 1994    | G 765 C   | 1994               | neu geliefert                                                                                  |                                                                  |
| 31                                                          | MaK        | 700027    | 1979    | G 761 C   | 2013               | 8/2013 ex Dortmunder Eisenbahn (731)                                                           |                                                                  |
| 32                                                          | MaK        | 700030    | 1979    | G 761 C   | 2013               | 8/2013 ex Dortmunder Eisenbahn (732)                                                           |                                                                  |
| 33                                                          | MaK        | 700031    | 1979    | G 761 C   | 2013               | 8/2013 ex Dortmunder Eisenbahn (733)                                                           |                                                                  |
| 105                                                         | MaK        | 800179    | 1972    | G 1100 BB | 1972               | neu geliefert                                                                                  | Außer Betrieb                                                    |
| 106                                                         | MaK        | 800181    | 1973    | G 1100 BB | 1973               | neu geliefert                                                                                  |                                                                  |
| 107                                                         | MaK        | 800187    | 1974    | G 1100 BB | 1974               | neu geliefert                                                                                  | Außer Betrieb                                                    |
| 108                                                         | MaK        | 1000810   | 1983    | G 1203 BB | 1983               | neu geliefert                                                                                  |                                                                  |
| 109                                                         | MaK        | 1000811   | 1983    | G 1203 BB | 1985               | neu geliefert                                                                                  |                                                                  |
| Ehemalige Triebfahrzeuge                                    |            |           |         |           |                    |                                                                                                |                                                                  |
| Nr.                                                         | Hersteller | FabrikNr. | Baujahr | Typ       | im Bestand von–bis | Herkunft                                                                                       | Verbleib                                                         |
| 22                                                          | MaK        | 500049    | 1969    | G 700 C   | 1997–2014          | 2/1997 ex Arbed, Esch-Belval [L] (4, 204)                                                      | zuletzt Ersatzteilspender, 2/2014 verschrottet                   |
| 26                                                          | O&K        | 26949     | 1979    | MC 800 N  | 1979–2014          | neu geliefert                                                                                  | 5/2014 an RST Rangier-, Service- und Transport GmbH, St. Ingbert |
| 29                                                          | KrMa       | 20042     | 1992    | MH 05     | 2000–2014          | 2000 ex WLH Reuschling, Hattingen (Leihlok Krupp, Bochum (831) und Dortmunder Eisenbahn (753)) | 6/2014 an Gmeinder Lokomotiven GmbH, Mosbach                     |

## Die Lokwerkstatt
Die Lokwerkstatt verfügt über vier Gleise, davon zwei mit Hebebühnen. Es gibt drei Arbeitsgruben – ein Hallenportalkran, ein Hochgleis, ein Waschplatz und eine Gleiswaage komplettieren die Ausrüstung.
Die Werkstatt führt Wartungen, Zwischen- und Hauptuntersuchungen an allen Lokomotiven durch. Im Zuge einer Hauptuntersuchung, die spätestens alle 8 Jahre fällig wird, bekommen Loks, die noch die alte rote Farbgebung besitzen, den neuen grün-weißen Captrain-Anstrich.

## Die Waggoninstandhaltung
Die Waggoninstandhaltung ist in der Halle des ehemaligen Siemens-Martin-Stahlwerkes auf einer Fläche von 10.000 m² untergebracht. Hier werden mehr als 500 Wagen regelmäßig gewartet und repariert. Dazu gehören E-Wagen, S-Drehgestell-Flachwagen und Höckerwagen für den Coiltransport, F-Wagen (offene Schüttgutwagen mit Schwerkraftentladung), Drehgestell-Flachwagen für den Brammentransport, sowie Schlackepfannenwagen und Roheisenwagen (Torpedos). Auch die von Zeit zu Zeit fällige neue Ausmauerung der Torpedos erfolgt hier.
Die Werkstattausrüstung besteht u. a. aus einer Hebevorrichtung 4 × 16 t einschließlich Achssenke sowie einer Hebe- und Wendevorrichtung für Waggons. Außerdem wird auch der aus früheren Zeiten in der Halle noch vorhandene 450-t-Kran verwendet.
Kleinere Rangierarbeiten innerhalb der Wagenwerkstatt werden mit einem Gabelstapler bewerkstelligt, der sich mit Hilfe eines speziellen Untergestelles gleisgebunden bewegen kann.
Jüngster Zugang im Wagenbestand sind 23 angemietete Wagen der Gattung Sg zum Transport von Coils. Diese Wagen wurden im Sommer 2014 neu geliefert, werden zunächst nur für werksinterne Transporte verwendet, sollen aber auch noch eine Zulassung für den öffentlichen Verkehr bekommen.
| Güterwagen der Hansebahn Bremen GmbH (Eigentum) (Stand: April 2014)     |           |                      |                                      |
| Gattung                                                                 | Stückzahl | Nummerierung         | Bemerkungen                          |
| Eaos                                                                    | 60        | 65xx                 | 35 Stück vermietet                   |
| SWEa                                                                    | 23        | 60xx/61xx/62xx/63xx  | offener Hochbordwagen, 4achsig       |
| SWEaa                                                                   | 1         | 6097                 | offener Hochbordwagen, 6achsig       |
| SWFLACH                                                                 | 13        | 80xx/81xx/82xx       | Flachwagen                           |
| SWHITZE                                                                 | 18        | 72xx                 | Flachwagen für Heißbrammentransporte |
| SWHÖ                                                                    | 75        | 41xx/42xx            | Höckerwagen für Coiltransporte       |
| SWLDGM                                                                  | 3         | 80xx                 | Flachwagen                           |
| SWNB                                                                    | 7         | 55xx                 | Niederbordwagen, für Gleisbau        |
| SWS                                                                     | 6         | 23xx                 | Schüttgutwagen, für Gleisbau         |
| SWSahm                                                                  | 12        | 9251–9262            | Höckerwagen, für Coiltransporte      |
| SWSam                                                                   | 7         | 9501–9507            | Flachwagen für Kaltbrammentransporte |
| SWV                                                                     | 6         | 99xx                 | Vorlaufwagen                         |
| Güterwagen der ArcelorMittal Bremen GmbH (Eigentum) (Stand: April 2014) |           |                      |                                      |
| Gattung                                                                 | Stückzahl | Nummerierung         | Bemerkungen                          |
| Torpedowagen                                                            | 8         | 3001–3006, 3011–3012 | deutsche Bauart, 16-achsig           |
| Torpedowagen                                                            | 4         | 3007–3010            | französische Bauart, 16-achsig       |
| Schlackepfannenwagen                                                    | 31        | 33xx                 |                                      |